# Jiuzhou Yunjian
Jiuzhou Yunjian (chinois : 九州云箭) est un constructeur aérospatial privé basé à Pékin qui développe des moteurs-fusées à ergols liquides. La société, créée en 2017, développe les moteurs Lingyun-10 et Lingyun-70  d'une poussée respective de 10 et 70 tonnes brulant un mélange de méthane et d'oxygène liquide. Ceux-ci sont utilisés par certains constructeurs de lanceurs du secteur privé chinois comme Linkspace et Rocket Pi. Le lanceur Darwin-1 de Rocket Pi, dont le premier vol est programmé en 2023, est propulsé par les moteurs de ce constructeur. La société dispose de banc d'essais dans la province d'Anhui.